# Хаскалинская боевая башня
Хаскалинская (Хазкалинская) боевая башня (чечен. Шула бIов)  — самая древняя сигнальная чеченская боевая башня в селе Тазбичи, датируется X—XII вв. Расположена на вершине горы Гуника, на обрывистом каменистом утёсе над каньоном реки Дёре-Ахк.

## История
Наивысшего расцвет архитектуры горцев достиг в специальных оборонительных сооружениях — боевых башнях. Башни строились в основном для защиты от внешних врагов.
История возникновения боевых башен на территории нынешней Чеченской Республики впервые была описана ещё в XIX веке российскими историками. В начале XX века в Чечне побывал австрийский ученый Бруно Плечке. Он изложил в своих научных трудах историю башенной архитектуры и быта горных районов Чечни. Позже им в Германии была выпущена книга на немецком языке «Чеченцы» (Гамбург, 1929 год), в которой большое внимание уделено памятникам зодчества и петроглифам. Исследованиями башенных строений Чечено-ингушской АССР также активно занимался А. Ф. Гольдштейн. Согласно ему башенная культура Чечни зародилась в восточной её части в Харачоевском башенном поселении. По его данным одной из самых древних боевых башен на Кавказе являлась Харачойская боевая башня (ныне Веденский район). Для определения времени её возникновения были изучены археологические материалы её останков датируемые V—XII веками.
Хаскалинская башня входила в систему сигнальных башен. В горах существовала продуманная система извещения о появлении врага. На вершинах гор, в хорошей видимости друг от друга, были построены каменные сигнальные башни. При появлении в долине кочевников на вершине башен зажигались костры, дым от которых предупреждал об опасности весь горный край. Сигналы эстафетой передавали от башни к башне. Дымящиеся башни означали тревогу, подготовку к обороне. Примерно через час после поступления первого сигнала о появлении противника с боевой башни предтеречья, в округе Нашха собирался военный совет, для принятия дальнейших действий.
Хаскалинская башня является одной из сохранившихся боевых башен той эпохи. Большинство башенных сооружений Чечни пострадали из-за землетрясений в конце XVIII века. К тому же местные жители нуждаясь в строительном материале, поэтому использовали каменные блоки башен для постройки мечетей и домов. Большой урон вайнахским башням был нанесен в период Кавказкой войны. Несколько десятков башенных строений были разобраны для постройки военных укреплений, таких как Шатой, Евдокимовское, Воздвиженское, а люди жившие в башенных поселениях, были переселены на равнину. После депортации чеченцев и ингушей архитектурные памятники продолжали разрушаться. Особенно они пострадали в ходе первой и второй чеченских войн. В горах Чечни на сегодняшний день в различном виде сохранилось около двухсот боевых башен. Эти башни датируются в основном XI—XVII веками.

## География
Хаскалинская боевая башня находится в ущелье Тазбичи Итум-Калинского района в 4-х километрах от районного центра Итум-Кале. Башня стоит на обрывистом утёсе над речкой, впадающей в Дёре-ахк с правой стороны, и является одним из древних памятников архитектуры военно-оборонительного зодчества на территории данного региона.

## Описание
Описание и замеры башни Хазкали (Шула) проводилось в 1960 году горным Аргунским отрядом СКАЭ. Под руководством археолога В. И. Марковина.
Башня X—XII веков представляет из себя каменное строение циклопического типа, конструкция которой, состоит из больших тёсаных каменных глыб, подогнанных друг другу без связующего раствора.
В плане башня прямоугольная. Размеры башни в плане 5 × 5 м, высота 19,50—17,50 м (разные стороны имеют различную высоту). Ориентирована строго по сторонам света. Стены башни у основания имеют разную толщину. Кверху башня суживается почти до 3 м .
Вход в башню с западной стороны. Дверной проем завершается округлой аркой, сложенной напуском камней. Над ними сделано окно. Перекрыто ложной аркой подобной конструкции. Выше видна прямоугольная бойница, а еще выше — второе окно, но меньших размеров, арка которого округлена (собрана из выступающих камней). Эта стена завершается выносным балкончиком — машикулем, поддерживаемым четырьмя упорами. Выход на балкон мал, он скорее напоминает большое окно и имеет округлую арку.
На северной стене, обращенной к обрыву, можно видеть лишь одно окно, две бойницы и аналогичный машикуль. Восточная стена снабжена семью бойницами расположенными в пять рядов (две из них служили для навесного огня). Южная стена также имеет семь бойниц (три — для навесного боя) и окно под машикулем. На башне сохранилось очень низкое уплощенное уступчатое перекрытие из сланцевых плит, сложенных концентрическими кругами. Каменный шпиль (цIогал), венчающий перекрытие сломан. Башня имела четыре этажа и неглубокое подполье. Все проемы, в том числе и бойничные, с внутренней стороны расширяются, закругляясь ложными арками. Судя по частично сохранившимся перекрытию четвертого этажа, они делались из сланцевых плит и опорных деревянных балок которые покоились на выступах стен.
Среди бойниц южной стены башни можно видеть петроглиф: три волнообразные спирали, косые перекрестия и солярный знак в виде ромашки и два перекрещивающихся круга (символ планеты Сатурн). Он уникален тем, что такого знака нет не только на других чеченских башнях, но и вообще на Кавказе.
Башня Шула интересна конструкцией машикулей. Обычно на чеченских башнях можно видеть боевые балкончики не столь широкими, и обязательно за ними возвышается обширный проём, завершённый ложнострельчатой аркой. Этот тип машикуля является достоянием чеченцев. Он отличается от соответствующих оборонительных конструкций, созданных осетинами, жителями Рачи и Сванетии, населением Мтиулети и Картли, и если чеченского типа машикули встречаются в соседних районах — Тушетии, Хевсуретии, Северной Осетии, то, как правило, на постройках, созданных руками опять-таки чеченских мастеров шли под влиянием их строительного мастерства. Однако у башни Шула за стенами её выносных машикулей полностью скрыты боевые проёмы, и к тому же они очень малы. Это сильно отличает машикули Шулы от обычных чеченских машикулей. Представляется, что башня Шула, имеющая к тому же довольно плоское покрытие, является ранней постройкой, а машикули венчающие её, позволяют наметить определённый этап в создании тех боевых балкончиков, которые столь характерны для всей территории Чеченской Республики.
На ранний возраст башни указывает и характер кладки. Она построена из огромных глыб камня, особой системы в их сочетании нет. Чтобы поднять и установить эти камни строителям башни видимо пришлось приложить немало усилий. Ф. С. Гребенец (Панкратов), видевший эту башню, определял вес отдельных камней в 200—300 пудов (более 3—4 т) .
Кровля выложена примитивным способом: путем укладки шиферных плит на деревянные балки с применением небольшого количества глиняно-известкового раствора. Кровля с такой техникой кладки камня часто наблюдается в каменных склепах, возведение которых можно датировать XI—XIV веками.

## Современное состояние
Во время военных действий на территории Чеченской Республики в нижней части северо-восточного угла башни в результате артиллерийского обстрела образовалась брешь размерами до 3 х 3,6 метров. Крыша была деформирована, межэтажные проемы и лестницы отсутствовали. После проведения аварийно-восстановительных работ в 2009 году кровля и поврежденный угол башни были восстановлены. Башня считается одной из древнейших башен на Северном Кавказе.
В 2020 году проведён полный комплекс работ по укреплению основания башни, а также весь перечень необходимых реставрационных работ.